# Aufbänken

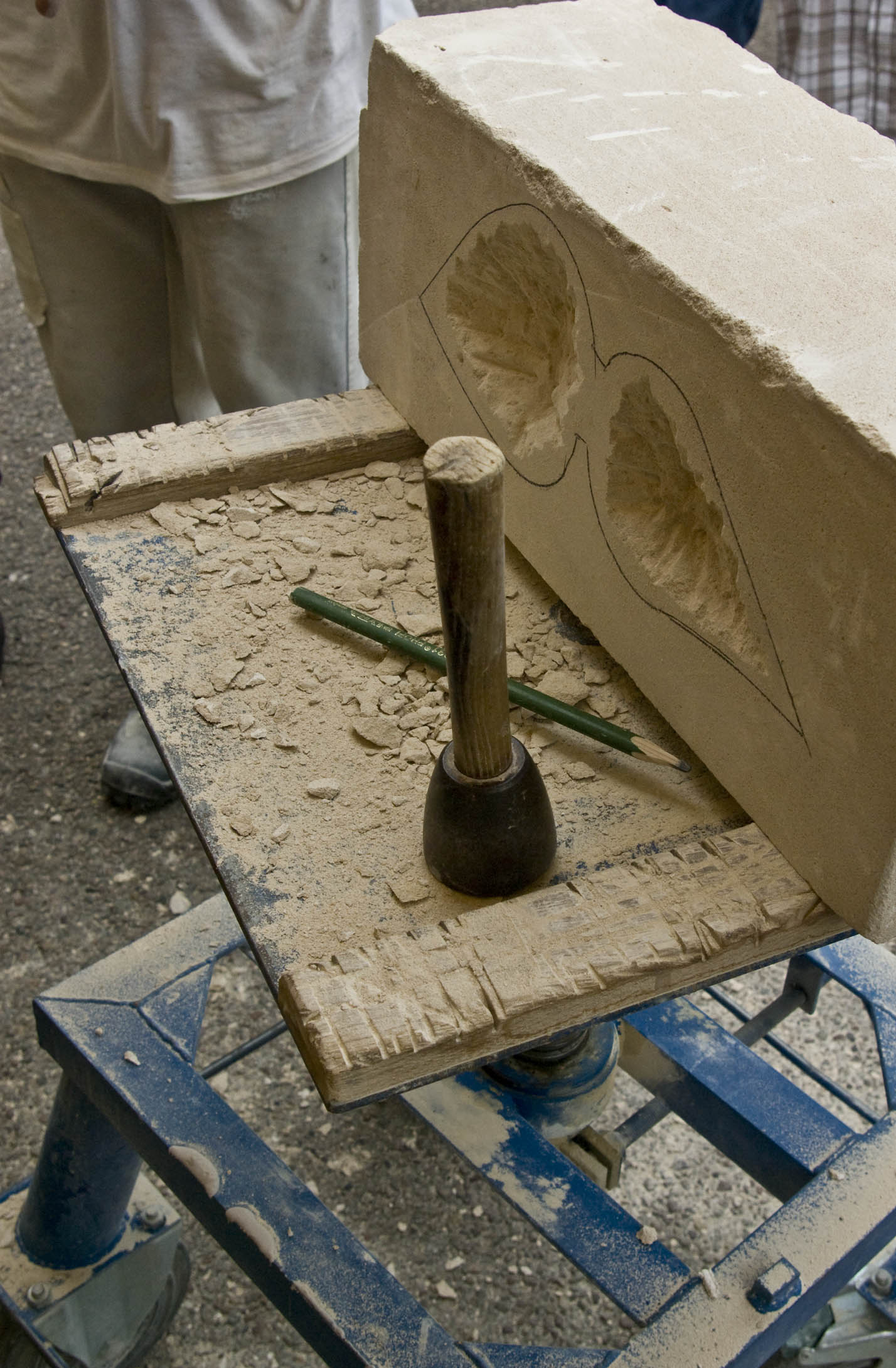
Werkstein auf einem fahrbaren Metallbock, im Vordergrund ist ein Knüpfel, ein Steinmetzwerkzeug zu sehen

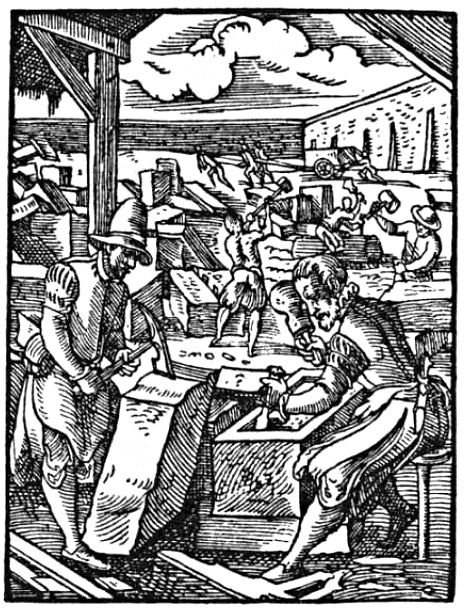
Aufgebänkte Werksteine um 1568. Links arbeitet der Steinmetz im Stich und darüber ist eine Holzstütze der Bauhütte erkennbar.

Werkplatz mit aufgebänkten Werksteinen in Frankreich um 1770. Rechts ist eine händische Steinsäge zu sehen

Aufbänken ist ein aus dem Mittelalter stammendes Ritual, das Steinmetze und Steinbildhauer beim Auflegen von Werksteinen auch heute noch anwenden.

## Mittelalterliches Ritual
Benötigt ein Steinmetz oder Steinbildhauer zum Auflegen seines Werksteins aufgrund des Gewichts kollegiale Hilfe, bedient er sich eines mittelalterlichen Rituals. Er spricht seine Berufskollegen mit dem Wort angesprochen an, und dies bedeutet, dass er Unterstützung benötigt und diese unverzüglich zu erhalten hat. Sie wird auch die Bänkhilfe genannt. Die angesprochenen Steinmetze haben nach dieser Ansprache ihre Arbeiten unverzüglich zu unterbrechen und sind den Anweisungen des Hilfe benötigenden Kollegen unterstellt. Die Bänkarbeit wird mit dem Wort bedankt, früher mit oblegiert, beendet.
Dieses Ritual ist bis heute eine praktizierte überkommene Steinmetzsitte aus der Zeit der Bauhütte und sie ist in der mittelalterlichen Bauhüttenordnung verschriftlicht. Alle ausgebildeten Steinmetze und Steinbildhauer kennen dieses Ritual und es ist gängige Praxis.

## Vorgang des Bänkens
Korrektes Aufbänken im technischen Sinne bedeutet, dass ein Werkstein auf eine optimale Arbeitshöhe für den jeweiligen Steinmetz aufgelegt werden soll. Die optimale Arbeitshöhe ist erreicht, wenn bei ausgestrecktem Arm die Hand waagerecht auf dem Werkstein zum Aufliegen kommt. In dieser Arbeitshöhe ist die manuelle Steinarbeit mit Fäustel und Meißel, von Steinmetzen traditionell Eisen genannt, weniger anstrengend und ermüdend.
Werksteine werden entweder waagerecht auf zwei speziell angefertigte stabile Holzböcke oder auf einem in der Werkstatt befindlichen Haustein, der etwa die Höhe von 60 Zentimetern hat und im Quadrat 50 × 50 Zentimeter misst, aufgelegt. Es gibt auch Steinmetzbetriebe, die als Auflage aus Winkeleisen geschweißte Gestelle benutzen. Seit den 1980er Jahren gibt es für Werkarbeiten auf vier Rollen fahrbare Metallböcke, die durch Drehen der Auflage höhenverstellbar sind. Zum Höhenausgleich auf die erforderliche Arbeitshöhe können sogenannte Bankhölzer in unterschiedlicher Stärke oder, um Kratzer und Abplatzungen zu verhindern, Filzstreifen untergelegt werden. Werden Naturwerksteine zum Sägen oder Schleifen auf Arbeitstische der stationären Steinbearbeitungsmaschinen aufgelegt, wird ebenso von Aufbänken gesprochen.
Europäische Steinmetze bearbeiten Werksteine handwerklich waagerecht aufgebänkt auf der Bank. Der Begriff Bank kommt vermutlich von der Form der Holzböcke. Der hölzerne Bock besteht aus zimmermannsmäßig hergestellten schräggestellten Füßen aus Fichtenholz, die in das oben liegende quadratische Holz (etwa 10 × 10 Zentimeter und 100 Zentimeter lang), das früher aus Eiche bestand, eingebunden sind. In anderen Kulturen werden Steinarbeiten in der Hocke ausgeführt, wobei Werksteine auf dem Erdboden auf Hölzern aufliegen. Dies ist beispielsweise in Indien, Nordafrika und in China der Fall.
Aus dem Mittelalter gibt es Darstellungen, auf denen zu sehen ist, dass die Werksteine schräggestellt von Steinmetzen bearbeitet werden. Diese Bearbeitungstechnik wird als im Stich bearbeiten bezeichnet, dabei konnten bestimmte Arbeiten auch sitzend ausgeführt werden, Steinmehl und -staub fielen zu Boden. Heutzutage wird anfallender Steinstaub einfach abgesaugt.
Steinbildhauer benutzen speziell gebaute Drehböcke bzw. Drehgestelle, die sich leicht drehen lassen. Damit ist gewährleistet, dass sie beim Gestalten einer steinernen Plastik alle Seiten und bei unterschiedlichen Lichtverhältnissen betrachten können.
Da es beim manuellen Bänken zu starken Belastungen des gesamten menschlichen Bewegungsapparates, besonders zu Verschleißerkrankungen der Bandscheiben und der Lendenwirbelsäule kommen kann, werden zum Steintransport beim Aufbänken Krane, Bockkrane oder Gabelstapler benutzt. Deshalb wird das manuelle Bänken seltener praktiziert, aber in der Steinmetz- und Steinbildhauerausbildung weiterhin gelehrt.